# 585 (số)
585 (năm trăm tám mươi năm) là một số tự nhiên ngay sau số 584 và ngay trước số 586. 